# We Walk
«We Walk» es una canción del grupo inglés The Ting Tings, y fue creada en el año 2009. Estuvo en los primeros lugares del Reino Unido y su video oficial se ha mostrado en canales como MTV, en el video se muestra una especie de secuencia, en la que la pareja de cantantes va avanzando mientras otros participantes se mueven y se detienen repentinamente. La letra de la canción expresa que no importa lo que pase sólo deben seguir caminando.

## Lista de canciones
| CD  |                          |          |  |
| N.º | Título                   | Duración |  |
| 1.  | «We Walk» (radio edit)   | 3:31     |  |
| 2.  | «We Walk» (instrumental) | 4:04     |  |

## Posicionamiento
| Listas                   | Posiciones |
| ------------------------ | ---------- |
| UK Singles Chart         | 50         |
| Australian Airplay Chart | 14         |